# 北海道道55号清水大樹線
北海道道55号清水大樹線（ほっかいどうどう55ごう しみずたいきせん）は、北海道清水町と大樹町を結ぶ道道（主要地方道）である。清水町内に、道東自動車道と並行する支線がある。

## 概要

### 路線データ
- 起点：北海道上川郡清水町御影本通5丁目（国道38号・北海道道734号熊牛御影線交点）
- 終点：北海道広尾郡大樹町字芽武（国道336号交点）
- 総延長：86.840 km[1]
- 実延長：85.979 km[1]
- 重用延長：0.861 km[1]
- 未舗装延長：0.180 km[1]

枝線
- 起点：上川郡清水町字清水第8線（国道274号交点）
- 終点：上川郡清水町字羽帯
- 延長：2.4 km[要出典]

## 歴史
- 1957年（昭和32年）7月25日 - 294号として路線認定[2]。
- 1971年（昭和46年）6月26日 - 建設省から道道清水大樹線の一部を主要地方道清水大樹線に指定する[3]。
- 1976年（昭和51年）4月1日 - 道道清水大樹線および北海道道299号浦幌大樹線（同年8月31日に廃止）の一部[4]を、主要地方道清水大樹線とする[5]。
- 1993年（平成5年）5月11日 - 建設省から、道道清水大樹線が清水大樹線として主要地方道に再指定される[6]。
- 1993年（平成5年）8月20日 - 枝線指定[7]。
- 1994年（平成6年）10月1日 - 整理番号を55号に変更[8]。

## 路線状況

### 重複区間
- 国道236号：中札内村大通南5丁目 - 中札内村大通南7丁目
- 北海道道111号静内中札内線：中札内村大通南7丁目 - 中札内村上札内
- 国道236号：大樹町東本通
- 北海道道773号萠和大樹停車場線：大樹町東本通 - 大樹町字下大樹

### 主な橋梁
- 上美生橋（美生川 = 十勝川支流）= 芽室町上美生-芽室町伏美
- 共栄橋（帯広川）= 芽室町上伏古 - 帯広市広野町
- 清川橋 = 帯広市清川町
- 中島橋（戸蔦別川）= 帯広市清川町 - 帯広市中島町
- 中札内橋（札内川）= 中札内村東戸蔦東7線 - 中札内村中札内西3線

### 交差する道路

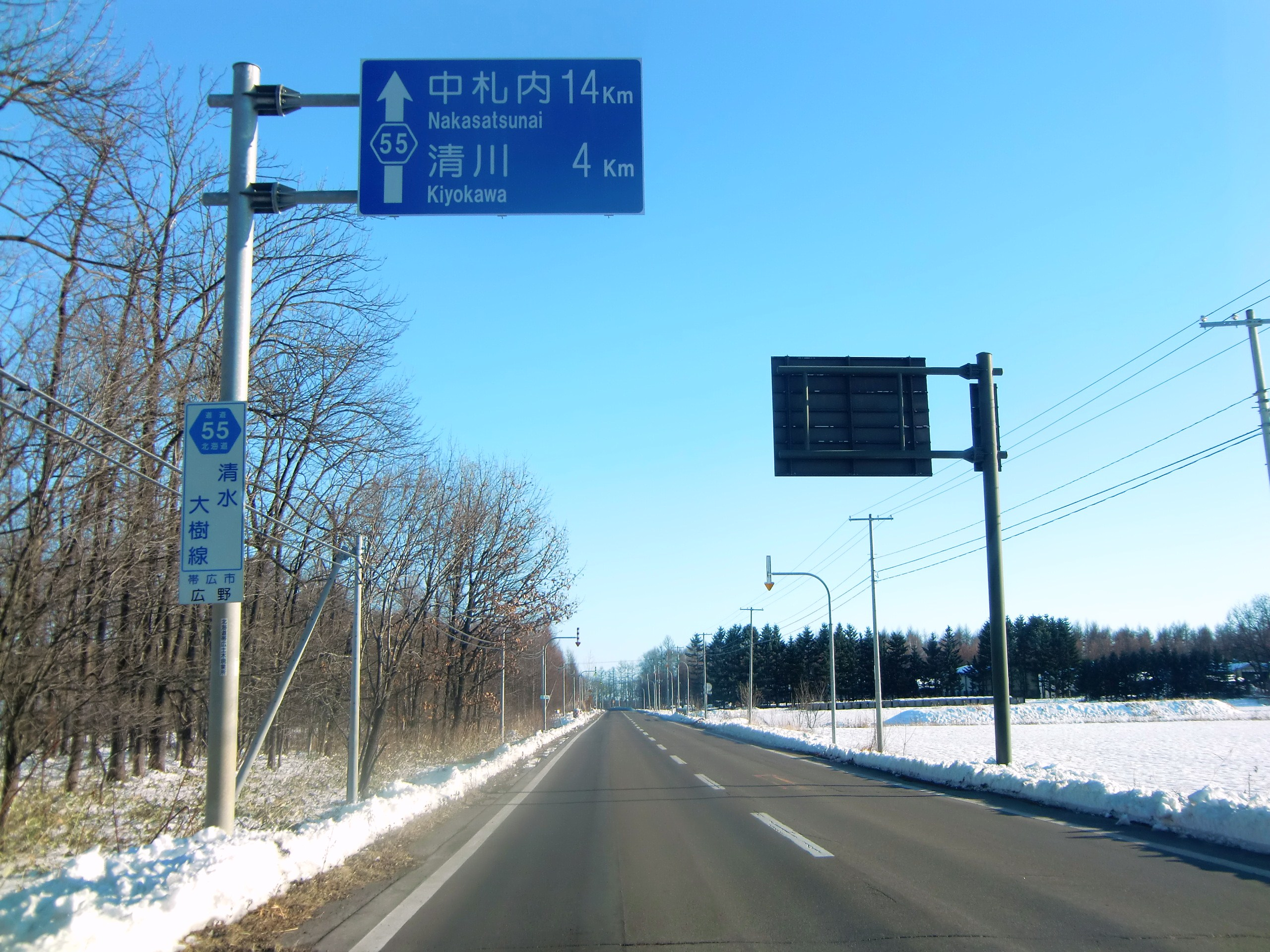
帯広市広野町；道道216号との交点付近（2011年12月撮影）

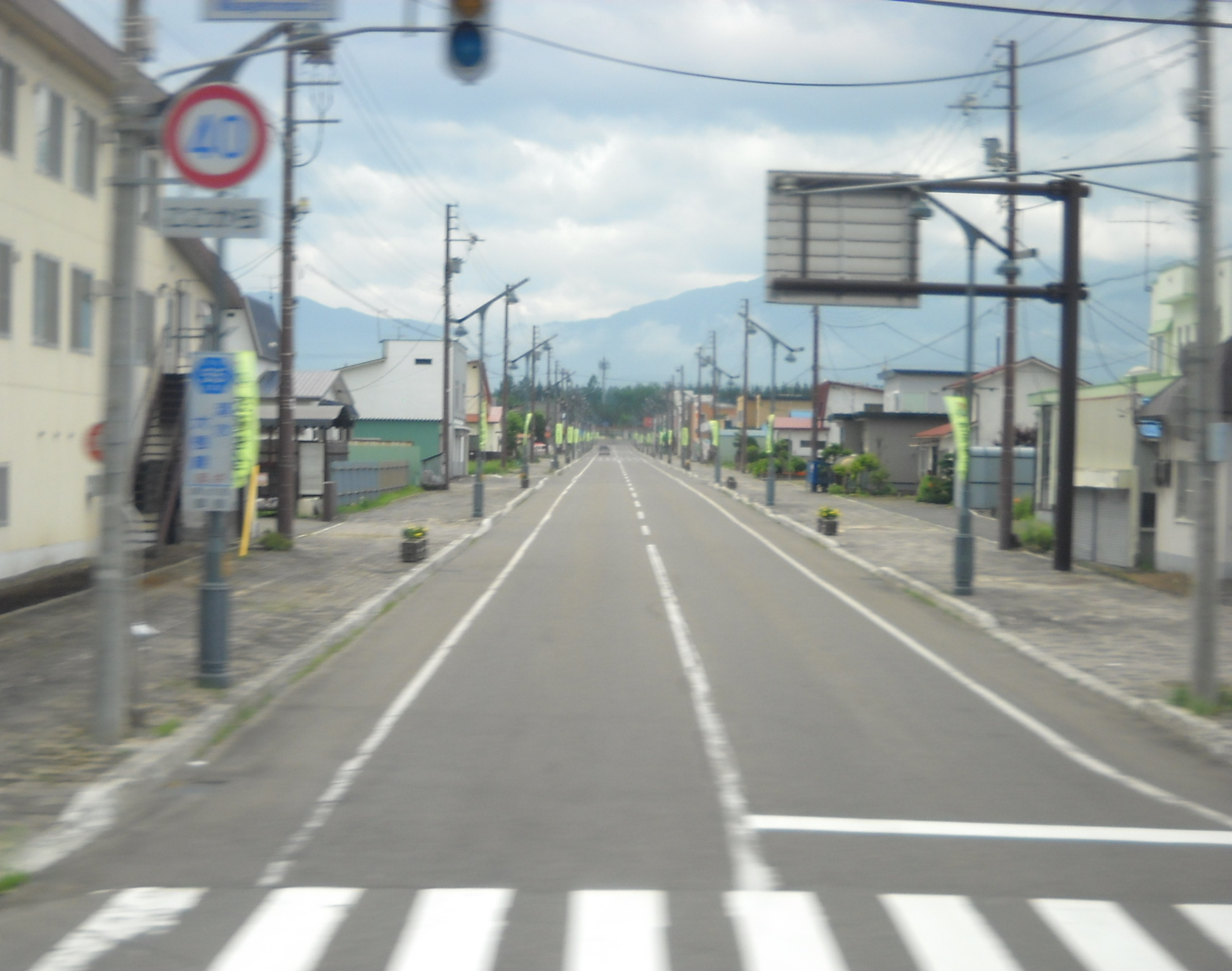
起点の様子（清水町御影本通5丁目）

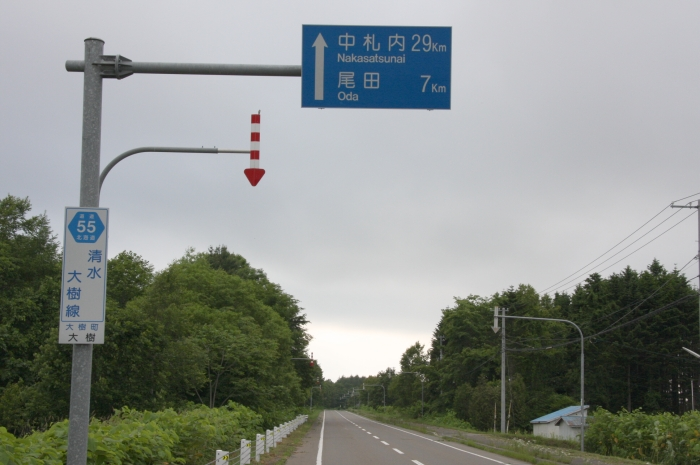
終点付近（大樹町大樹）

## 地理

### 通過する自治体
- 十勝総合振興局
  - 上川郡清水町
  - 河西郡芽室町
  - 帯広市
  - 河西郡中札内村
  - 河西郡更別村
  - 広尾郡大樹町

### 支線
清水町
- 国道274号 - 清水第8線（起点）【北緯42度59分35.4秒 東経142度50分55.2秒 / 北緯42.993167度 東経142.848667度】

### 現道
清水町
- 国道38号- 御影本通5丁目（起点）
- 北海道道734号熊牛御影線 - 御影本通5丁目（起点）
- 北海道道859号旭山線 - 旭山

芽室町
- 北海道道317号中美生芽室線 - 美生

帯広市
- 北海道道216号八千代帯広線 - 広野町
- 北海道道240号上札内帯広線 - 美栄町

中札内村
- 国道236号 - 大通南5丁目、大通南7丁目（重複）
- 北海道道240号上札内帯広線 - 元札内西1線
- 北海道道111号静内中札内線 - 上札内

更別村
- 北海道道472号更南更別停車場線 - 更南

大樹町
- 北海道道1002号光地園尾田線 - 尾田
- 北海道道210号尾田豊頃停車場線 - 尾田
- 国道236号 - 東本通（重複）
- 北海道道773号萠和大樹停車場線 - 下大樹
- 国道336号 - 芽武（終点）

### 沿線にある施設など
清水町
- JR根室本線 御影駅

芽室町
- 芽室町上美生出張所

更別村
- 更別村営牧場